# Panaretella scutata
Panaretella scutata är en spindelart som först beskrevs av Pocock 1902.  Panaretella scutata ingår i släktet Panaretella och familjen jättekrabbspindlar. Inga underarter finns listade i Catalogue of Life.